# De Maagd van kanselier Rolin
De Maagd van kanselier Rolin (Frans: La Vierge du chancelier Rolin), naar zijn oorspronkelijke verblijfplaats ook De Maagd van Autun genoemd, is een schilderij van de Vlaamse kunstschilder Jan van Eyck dat zich tegenwoordig in het Louvre in Parijs bevindt.

## Voorstelling
Het stelt Nicolas Rolin voor, kanselier van Filips de Goede, hertog van Bourgondië, tegenover een Maria met kind. Ze bevinden zich in een hoge zaal uitkijkend op een stad. Rolin is adorant afgebeeld met voor zich een gebedenboek. De Heilige Maagd wordt gekroond door een engel, terwijl het Jezuskind een globe vasthoudt en een zegenend gebaar maakt richting de kanselier. De kapitelen boven hen bevatten voorstellingen die verwijzen naar de tekortkomingen van de mens. De stad op de achtergrond, waarvan een van de torens gebaseerd is op die van de Dom van Utrecht, stelt hoogstwaarschijnlijk het hemelse Jeruzalem voor.

## Toeschrijving
Het werk bevat bovenaan op de lijst het opschrift ‘.A´C.IXH.XAN’, wat staat voor ‘Als ich can’ en ‘Als Eyck can’, het devies van Jan van Eyck.

## Herkomst
Rolin bestelde het paneel omstreeks 1434/1435 bij Jan van Eyck voor zijn in 1432 gestichte Église Notre-Dame du Châtel d'Autun in zijn woonplaats Autun. In 1794 werd het werk van de Église Collégiale overgebracht naar de Notre Dame, eveneens in Autun. In 1796 werd het genationaliseerd en in 1800 overgebracht naar het toenmalige Musée Napoléon, het huidige Louvre.